# Videskorpa
Videskorpa (Cryptomyces maximus) är en svampart som först beskrevs av Elias Fries, och fick sitt nu gällande namn av Rehm 1888. Enligt Catalogue of Life ingår Videskorpa i släktet Cryptomyces,  och familjen Rhytismataceae, men enligt Dyntaxa är tillhörigheten istället släktet Cryptomyces,  och familjen Cryptomycetaceae. Arten är reproducerande i Sverige. Inga underarter finns listade i Catalogue of Life.